# Mahmoud Tawalbe
 (août 2009).
Si vous disposez d'ouvrages ou d'articles de référence ou si vous connaissez des sites web de qualité traitant du thème abordé ici, merci de compléter l'article en donnant les références utiles à sa vérifiabilité et en les liant à la section « Notes et références ».
Mahmoud Tawalbe est un homme politique palestinien, né en 1979 et décédé en 2002. Il fut le chef du Jihad islamique palestinien à Jénine. Il était connu pour être le chef des militants palestiniens de Jénine, lors de la bataille de Jénine (en) opposant la résistance palestinienne à l’armée israélienne en 2002. 
Homme le plus admiré, Tawalbe a été choisi pour organiser et gérer la bataille de Jénine, il est mort dans les combats. 
Après la bataille de Jénine, Mahmoud Tawalbe a été considéré comme un héros par de nombreux Palestiniens et Arabes dans le monde entier. Son cadavre mutilé a été enterré avec ceux de ses camarades militants morts. Tawalbe a été étiqueté "général des martyrs" sur les affiches du camp de Jénine[réf. souhaitée].